# گیلن یانگ
گیلن یانگ (انگلیسی: Galen Young؛ زادهٔ ۱۶ اکتبر ۱۹۷۵) بازیکن سابق و مربی بسکتبال اهل ایالات متحده آمریکا است.